# Stanislaw Brzozowski

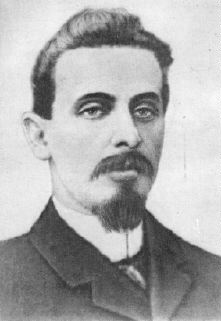
Stanisław Brzozowski.

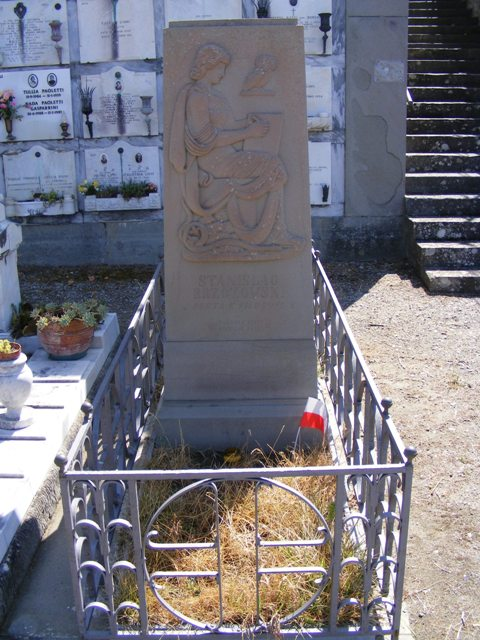
Firenze, Trespiano

Stanisław Brzozowski (Maziarnia, 28 giugno 1878 – Firenze, 30 aprile 1911) è stato un filosofo, scrittore e critico letterario polacco.

## Biografia
Il suo percorso di studi culminò con la frequentazione dell'Università di Varsavia.
Il suo pensiero si ispirò inizialmente a quello di Friedrich Nietzsche con forti toni anticattolici, poi si avvicinò alle idee di Georges Sorel con sfumature nazionaliste e soprattutto socialiste, militando attivamente in associazioni e partecipando attivamente alla programmazione di principi revisionistici in campo politico e sociale. Infine il suo pensiero si volse verso una sorta di "modernismo cattolico".
Le sue posizioni filosofiche anticattoliche lo portarono a simpatizzare per i gruppi neopagani polacchi dell'epoca.
Animo battagliero e ingegno vivacissimo, dopo aver subito un arresto nel 1898, per un breve periodo proseguì la sua attività politica e letteraria nella sua terra, fino al 1906, quando si trasferì definitivamente in Italia, a Firenze.
Nella terra toscana scrisse le sue migliori opere, quali Płomienie (Fiamme, 1907), dedicato alla partecipazione dei polacchi ai moti rivoluzionari in Russia del 1905. 
La sua linea politica prevedeva una cooperazione fra il marxismo e del Cattolicesimo.
Come critico letterario, i suoi scritti evidenziarono una grande originalità riguardante la vita e l'arte, influenzati probabilmente da una convinta e lungimirante ideologia politico-sociale.
Fra le sue opere più importanti, attuali ancora oggi e variamente discusse, si possono menzionare: Il romanzo contemporaneo in Polonia, 1906; La critica letteraria contemporanea in Polonia, 1907; Cultura e vita, 1907; e infine la sua opera più originale, di critica appassionata alla scuola neoromantica cracoviana, intitolata La leggenda della Giovane Polonia, 1909.